# Carlos Bardem
Carlos Encinas Bardem (ur. 7 marca 1963 w Madrycie) – hiszpański aktor filmowy. Brat Javiera Bardema.

## Wybrana filmografia
- 1996: Mas que amor, frenesi jako Miguel
- 1999: Volavérunt
- 2001: Gra Luny jako Reyes
- 2005: Księżniczki jako bramkarz na dyskotece
- 2006: Kapitan Alatriste jako Alguacil
- 2006: Duchy Goi jako francuski pułkownik
- 2007: Zona. Teren prywatny jako Gerardo
- 2009: El niño pez jako komisarz Pulido
- 2009: Cela 211 jako Apacz
- 2011: Transgression jako Carlos
- 2011: Dias de gracia jako ofiara X
- 2013: Alacrán enamorado jako Carlomonte
- 2014: Escobar: Historia nieznana jako Drago
- 2016: Assassin’s Creed jako Benedicto

## Nagrody i nominacje
| Rok  | Nagroda              | Kategoria                    | Film                        | Rezultat  |
| ---- | -------------------- | ---------------------------- | --------------------------- | --------- |
| 2008 | Spanish Actors Union | Najlepszy aktor drugoplanowy | Zona. Teren prywatny (2007) | Wygrana   |
| 2010 | Nagroda Goya         | Najlepszy aktor drugoplanowy | Cela 211 (2009)             | Nominacja |